# نجا مدغشقرية
نجا مدغشقرية (الاسم العلمي:Najas madagascariensis) هي نوع من النباتات تتبع جنس النجا من فصيلة الحب المائية.